# Monuments (álbum)
Monuments é uma coletânea da banda alemã de power metal Edguy, lançado em 14 de julho de 2017. O álbum foi lançado com um CD duplo totalizando 22 canções antigas, cinco novas, e uma inédita, oriunda das gravações do Savage Poetry de 1995. O lançamento inclui também um DVD ao vivo de duas horas, um CD ao vivo e um álbum de fotografias. O vocalista Tobias Sammet escreveu sozinho duas das novas canções, enquanto que os guitarristas Jens Ludwig, Dirk Sauer e o baixista Tobias Exxel coescreveram cada uma das outras três.

## Lista de faixas
| CD 1           |                                   |                                      |         |  |
| N.º            | Título                            | Álbum original                       | Duração |  |
| 1.             | "Ravenblack" (canção nova)        | Monuments                            | 5:08    |  |
| 2.             | "Wrestle the Devil" (canção nova) | Monuments                            | 4:00    |  |
| 3.             | "Open Sesame" (canção nova)       | Monuments                            | 5:00    |  |
| 4.             | "Landmarks" (canção nova)         | Monuments                            | 4:34    |  |
| 5.             | "The Mountaineer" (canção nova)   | Monuments                            | 3:57    |  |
| 6.             | "9-2-9"                           | Tinnitus Sanctus                     | 3:47    |  |
| 7.             | "Defenders of the Crown"          | Space Police: Defenders of the Crown | 5:42    |  |
| 8.             | "Save Me"                         | Rocket Ride                          | 3:46    |  |
| 9.             | "The Piper Never Dies"            | Hellfire Club                        | 10:10   |  |
| 10.            | "Lavatory Love Machine"           | Hellfire Club                        | 4:23    |  |
| 11.            | "King of Fools"                   | Hellfire Club                        | 4:20    |  |
| 12.            | "Superheroes"                     | Rocket Ride                          | 3:19    |  |
| 13.            | "Love Tyger"                      | Space Police: Defenders of the Crown | 4:27    |  |
| 14.            | "Ministry of Saints"              | Tinnitus Sanctus                     | 5:03    |  |
| 15.            | "Tears of a Mandrake"             | Mandrake                             | 7:14    |  |
| Duração total: | Duração total:                    | Duração total:                       | 74:50   |  |

| CD 2           |                                          |                                      |         |  |
| N.º            | Título                                   | Álbum original                       | Duração |  |
| 1.             | "Mysteria"                               | Hellfire Club                        | 5:46    |  |
| 2.             | "Vain Glory Opera"                       | Vain Glory Opera                     | 6:09    |  |
| 3.             | "Rock of Cashel"                         | Age of the Joker                     | 6:18    |  |
| 4.             | "Judas at the Opera" (com Michael Kiske) | Superheroes (EP)                     | 7:19    |  |
| 5.             | "Holy Water"                             | King of Fools (EP)                   | 4:13    |  |
| 6.             | "Spooks in the Attic"                    | Superheroes (EP)                     | 4:03    |  |
| 7.             | "Babylon"                                | Theater of Salvation                 | 6:13    |  |
| 8.             | "The Eternal Wayfarer"                   | Space Police: Defenders of the Crown | 8:49    |  |
| 9.             | "Out of Control" (com Hansi Kürsch)      | Vain Glory Opera                     | 5:05    |  |
| 10.            | "Land of the Miracle"                    | Theater of Salvation                 | 6:33    |  |
| 11.            | "Key to My Fate"                         | Savage Poetry                        | 4:33    |  |
| 12.            | "Space Police"                           | Space Police: Defenders of the Crown | 6:03    |  |
| 13.            | "Reborn in the Waste"                    | Savage Poetry (inédita)              | 4:19    |  |
| Duração total: | Duração total:                           | Duração total:                       | 75:23   |  |

| DVD ao vivo 1. "Mysteria" 2. "Under the Moon" 3. "Navigator" 4. "Wake Up the King" 5. "Land of the Miracle" 6. "Lavatory Love Machine" 7. "Vain Glory Opera" 8. "Fallen Angels" 9. "The Piper Never Dies" 10. "Babylon" 11. "King of Fools" 12. "Chalice of Agony" (cover de Avantasia com participação de Andre Matos) 13. "Tears of the Mandrake" 14. "Out of Control" | Video clips 1. "Love Tyger" 2. "Robin Hood" 3. "Two Out of Seven" 4. "Ministry of Saints" 5. "Superheroes" 6. "Lavatory Love Machine" 7. "King of Fools" 8. "All the Clowns" |

| CD ao vivo 1 |                         |         |  |
| N.º          | Título                  | Duração |  |
| 1.           | "Mysteria"              |         |  |
| 2.           | "Under the Moon"        |         |  |
| 3.           | "Navigator"             |         |  |
| 4.           | "Wake Up the King"      |         |  |
| 5.           | "Land of the Miracle"   |         |  |
| 6.           | "Lavatory Love Machine" |         |  |
| 7.           | "Vain Glory Opera"      |         |  |
| 8.           | "Fallen Angels"         |         |  |

| CD ao vivo 2 |                                                                         |         |  |
| N.º          | Título                                                                  | Duração |  |
| 1.           | "The Piper Never Dies"                                                  |         |  |
| 2.           | "Babylon"                                                               |         |  |
| 3.           | "King of Fools"                                                         |         |  |
| 4.           | "Chalice of Agony" (cover de Avantasia com participação de Andre Matos) |         |  |
| 5.           | "Tears of a Mandrake"                                                   |         |  |
| 6.           | "Out of Control"                                                        |         |  |

## Paradas
{album chart|France|177|M|url=http://www.snepmusique.com/tops-semaine/top-album-megafusion/?ye=2017&we=29%7Ctitle=Le Top de la semaine : Top Albums – SNEP (Week 29, 2017)|publisher=Syndicat National de l'Édition Phonographique|artist=Edguy|album=Monuments|rowheader=true}

| Parada (2017)                         | Maior posição |
| ------------------------------------- | ------------- |
| Áustria (Ö3 Austria Top 40)           | 20            |
| Bélgica (Ultratop Flandres)           | 195           |
| Bélgica (Ultratop Valônia)            | 105           |
| República Tcheca (ČNS IFPI)           | 19            |
| Alemanha (Offizielle Deutsche Charts) | 6             |
| Oricon weekly chart                   | 107           |
| Spanish Albums (PROMUSICAE)           | 70            |
| Swedish Albums (Sverigetopplistan)    | 50            |
| Suíça (Schweizer Hitparade)           | 16            |